# 朝の空
『朝の空』（あしたのそら）は、紙ふうせんの曲。

## 概要
- 大阪のテレビ局、朝日放送（ABCテレビ）で1979年4月2日から放送されている長寿番組「おはよう朝日です」の初代テーマ曲。ヘリコプターに乗って、大阪湾から近辺の都市をめぐっていて、この曲は生まれたとのこと。
- 1994年4月2日までの15年間、番組のテーマソングとして使用された。
- 作詞・作曲・編曲：後藤悦治郎。
- 紙ふうせんのアルバムでは、1998年発売の『GOLDEN J-POP/THE BEST 紙ふうせん』、2004年発売の『ゴールデン☆ベスト』に収録されている。

## カバー
- DEPAPEPE「朝の空2012」
  - 2012年11月10日放送の『おはよう朝日1万回です』のオープニングテーマに起用された[1]。